# Sant Joan de Moró
Sant Joan de Moró là một đô thị trong tỉnh Castellón, Cộng đồng Valencia, Tây Ban Nha. Đô thị Sant Joan de Moró có diện tích km², dân số theo điều tra năm 2010 của Viện thống kê quốc gia Tây Ban Nha là người. Đô thị Sant Joan de Moró nằm ở khu vực có độ cao mét trên mực nước biển.